# 24069 Барбарапенер
24069 Барбарапенер (24069 Barbarapener) — астероїд головного поясу, відкритий 10 жовтня 1999 року.
Тіссеранів параметр щодо Юпітера — 3,435.